# Josh Smoker
Joshua Michael Smoker (Calhoun, 26 novembre 1988) è un giocatore di baseball statunitense, lanciatore di rilievo per i York Revolution della Atlantic League of Professional Baseball.

## Carriera

### Minor League
Smoker venne scelto al 1º giro del draft amatoriale del 2007 come 31a scelta dai Washington Nationals. Nello stesso anno iniziò a livello A- con i Vermont Lake Monsters della New York-Penn League, chiudendo con nessuna vittoria o sconfitta, 4.50 di ERA e .167 alla battuta contro di lui in 2 partite da partente (4.0 inning). Nel 2008 gioca con due squadre finendo con 2 vittorie e 5 sconfitte, 5.48 di ERA e .283 alla battuta contro di lui in 11 partite tutte da partente (44.1 inning).
Nel 2009 giocò a livello rookie con i GCL Nationals della Gulf Coast League finendo con 4 vittorie e 2 sconfitte, 3.38 di ERA e .275 alla battuta contro di lui in 10 partite di cui 9 da partente (42.2 inning). Nel 2010 giocò a livello A con gli Hagerstown Suns della South Atlantic League finendo con 3 vittorie e 10 sconfitte, 3 salvezze su 3 opportunità, 6.50 di ERA e .300 alla battuta contro di lui in 30 partite di cui 19 da partente (91.1 inning).
Nel 2011 giocò a livello A+ con i Potomac Nationals della Carolina League, chiudendo con 5 vittorie e 2 sconfitte, 2 salvezze su 4 opportunità, 2.31 di ERA e .181 alla battuta contro di lui in 46 partite (50.2 inning). Nel 2012 giocò con 3 squadre differenti finendo con una vittoria e una sconfitta, una salvezza su una opportunità, 7.45 di ERA e 242 alla battuta contro di lui in 6 partite (9.2 inning).
Il 4 novembre 2013 divenne free agent. Il 2 aprile 2015 firmò con i New York Mets e venne assegnato nelle Minor. Chiuse la stagione giocando con 3 squadre diverse finendo con 3 vittorie e nessuna sconfitta, 6 salvezze su 9 opportunità, 3.12 di ERA e .213 alla battuta contro di lui in 41 partite (49.0 inning).
Il 5 novembre 2015 venne inserito nel roster dei Mets, per essere protetto dal Rule 5 Draft. Nella stagione 2016 giocò a livello AAA con i Las Vegas 51s della Pacific Coast League, finendo con 3 vittorie e 2 sconfitte, 3 salvezza su 5 opportunità, 4.11 di ERA e .287 alla battuta contro di lui in 52 partite (57.0 inning).

### Major League
Il 26 luglio 2016 venne aggiunto al roster dei Mets per un solo giorno poi venne rimandato nelle Minor. Il 19 agosto venne richiamato debuttando lo stesso giorno nella MLB, all'AT&T Park di San Francisco, contro i San Francisco Giants. Finì la stagione con 3 vittorie e nessuna sconfitte, 4.70 di ERA e .267 alla battuta contro di lui in 20 partite (15.1 inning). Nel 2016 finì con 6 vittorie e 4 sconfitte, una salvezza su 3 opportunità, 3.48 di ERA e .240 alla battuta contro di lui in 68 partite (77.2 inning), lanciando prevalentemente una four-seam fastball con una media di 95,67 mph.
Fu reso disponibile per la riassegnazione dai Mets il 26 gennaio 2018. Il 31 gennaio, Smoker fu scambiato con i Pittsburgh Pirates per Daniel Zamora e un compenso monetario. Fu designato per la riassegnazione il 23 luglio.
Il 28 luglio 2018, i Detroit Tigers reclamarono Smoker dai waivers e il 7 settembre venne rilasciato.
L'8 ottobre, Smoker firmò un contratto di minor league con i Los Angeles Dodgers.